# Jang Ji-won
Jang Ji-won (in 장지원?; 30 agosto 1979) è un'ex taekwondoka sudcoreana.

## Palmarès

### Olimpiadi
- 1 medaglia:
  - 1 oro (Atene 2004 nei 57 kg)

### Mondiali
- 1 medaglia:
  - 1 oro (Jeju 2001 nei pesi piuma)